# Malmbanan
Malmbanan (« ligne du minerai de fer ») ou ligne de Malmbanan est une ligne suédoise de chemins de fer d'une longueur de 398 kilomètres reliant Riksgränsen à Boden dans le comté de Norrbotten, dans le nord du pays. La ligne construite à la fin du XIXe siècle, alors que la Suède et la Norvège constituent toujours largement une même entité politique, pour évacuer le fer des mines de la région comporte également deux branches, de Kiruna à Svappavaara et de Gällivare au Koskullskulle.
Par extension, on intègre à la Malmbanan l'Ofotbanen qui va de Riksgränsen, sur la frontière, à Narvik en Norvège, et la partie nord de la ligne principale du Haut-Norrland (Stambanan genom övre Norrlandde) qui va de Boden à Luleå, bien que ce soient des lignes différentes.
La ligne est toujours aujourd'hui essentiellement utilisée par les trains de minerai de fer affrétés par Malmtrafik i Kiruna AB (MTAB), une filiale de Luossavaara-Kiirunavaara AB (LKAB). Pesant 8 600 tonnes, les trains à destination de Narvik sont les plus lourds d'Europe de l'Ouest.
C'est la deuxième ligne la plus au nord au monde en termes de transport de passagers (après celle de Mourmansk).

## Caractéristiques

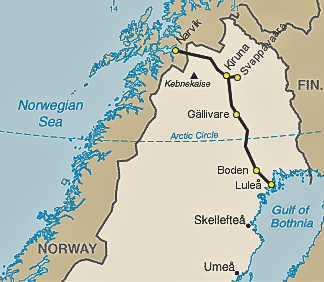
La ligne de Malmbanan et son prolongement jusqu'à Narvik, avec la ligne d'Ofot.

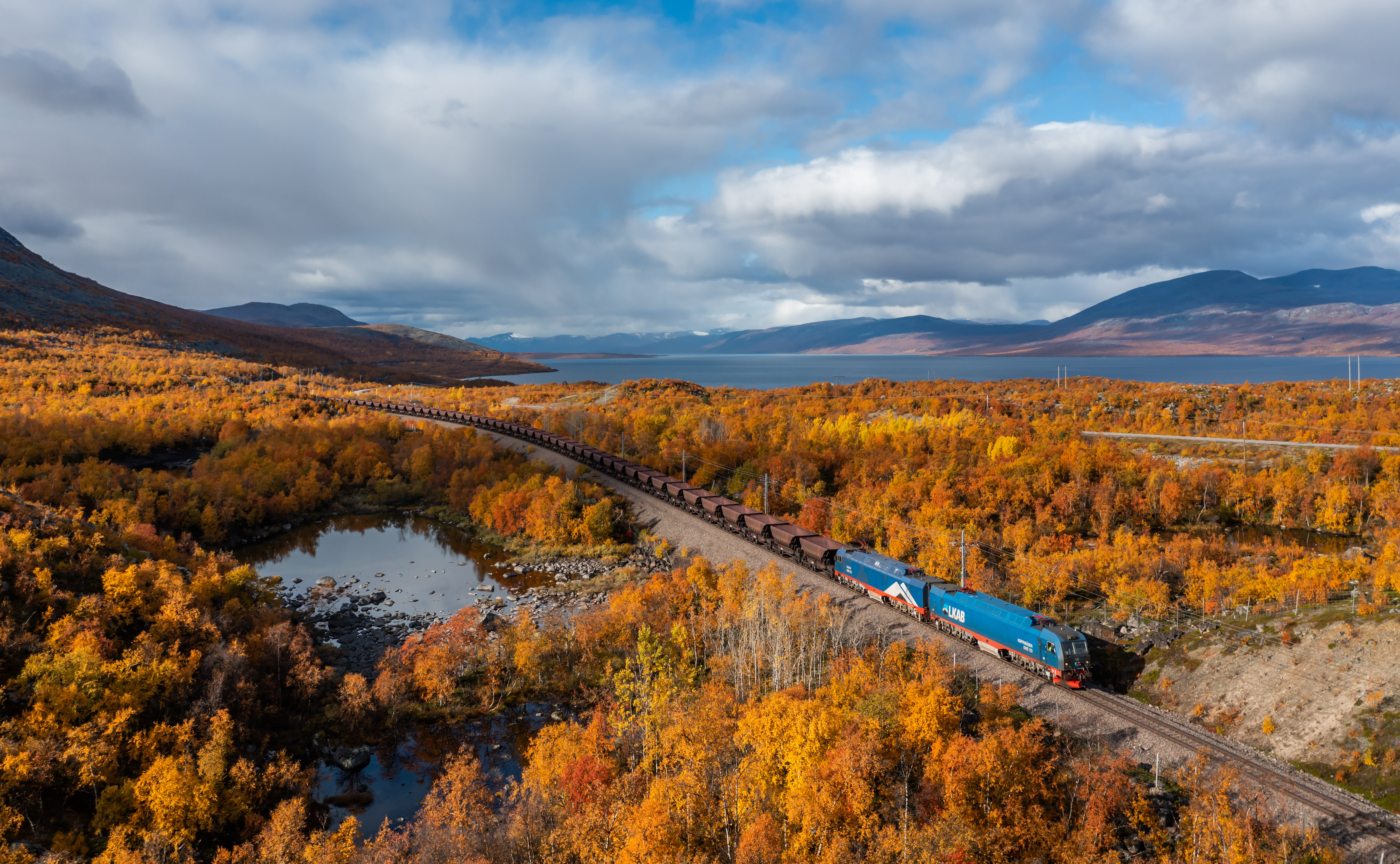
Un train vide de la Malmbanan près du lac Torneträsk. Septembre 2022.
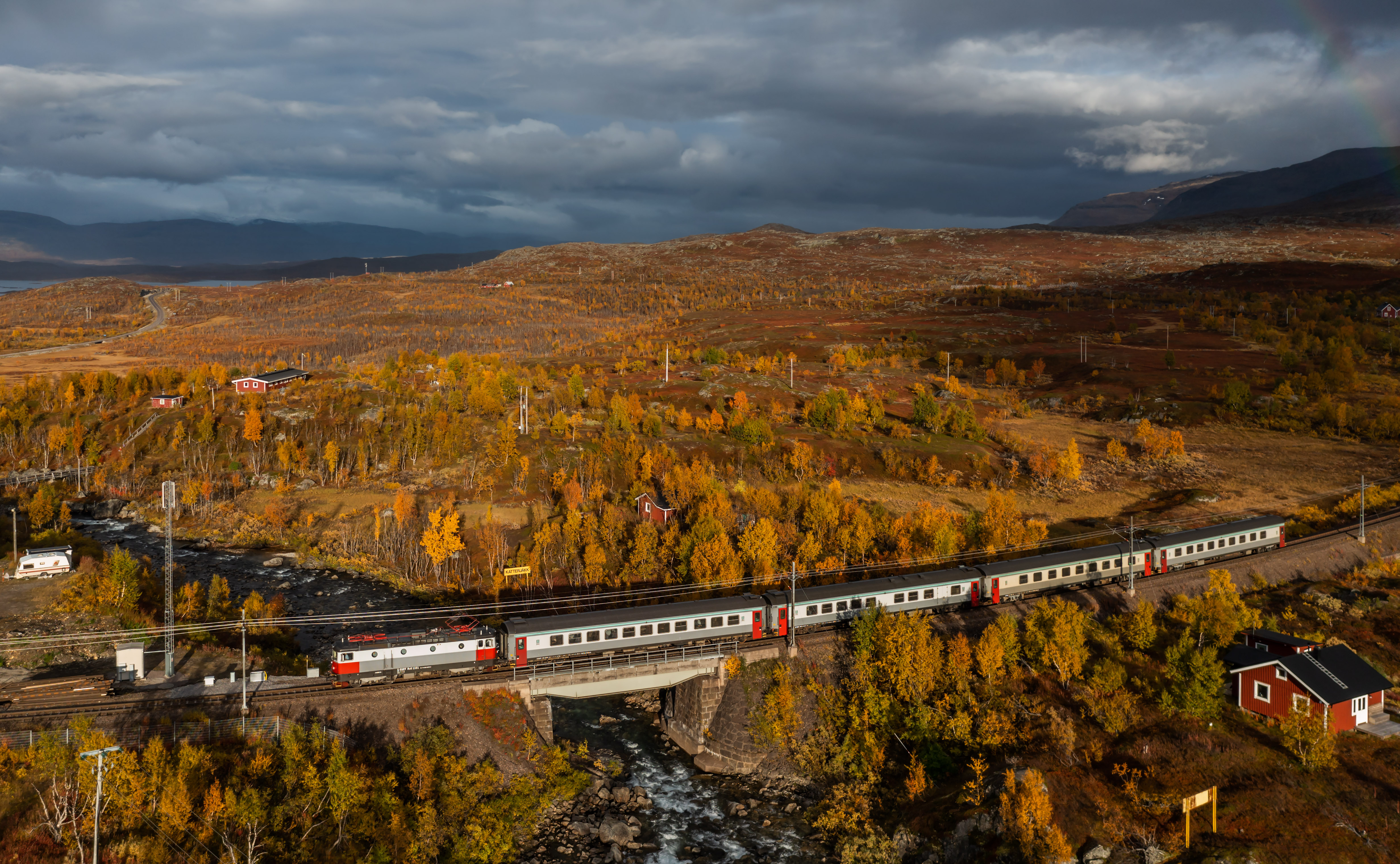
Un train de voyageurs sur la Malmbanan près de Katterjåkk. Septembre 2022.
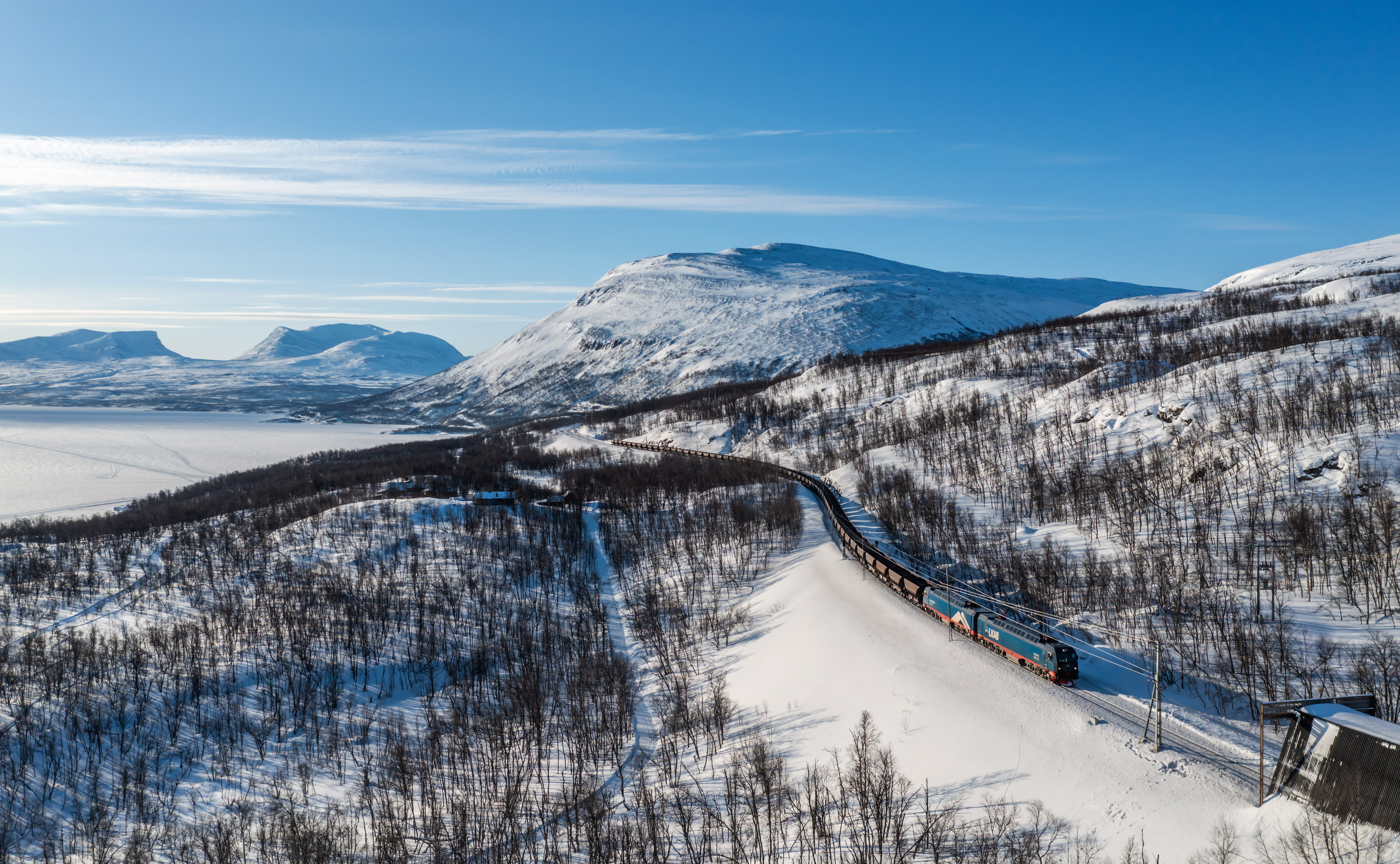
Malmbanan, tiré par une locomotive Bombardier IORE, entre Björkliden et Kopparåsen, un poteau d'arrêt ferroviaire. Vers la gauche la vallée Lapporten. Mars 2023.